# Conciergerie

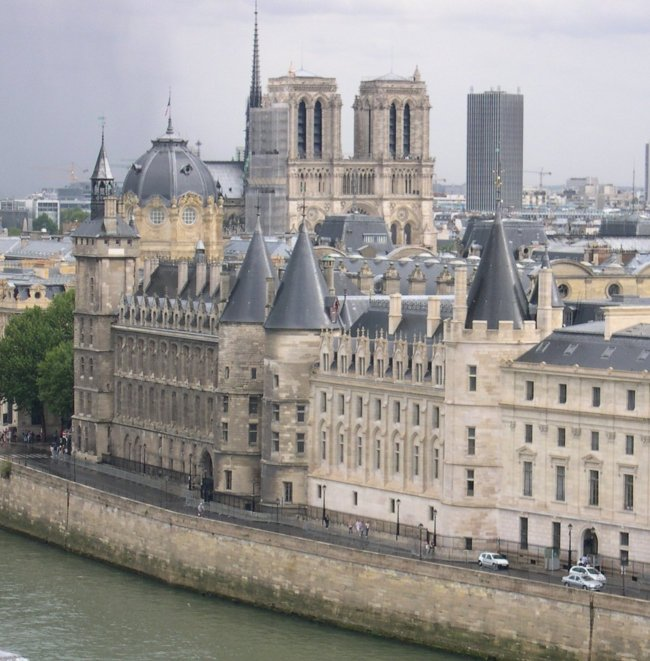
A Conciergerie. Da esquerda para a direita : a Torre do Relógio, a Torre de Cesar, A Torre do Dinheiro e a Torre Bonbec, com a Catedral de Notre Dame ao fundo.

A Conciergerie é o vestígio principal do antigo Palácio da Cidade ou Palácio de la Cité, que foi residência e sede do poder real francês do século X ao século XIV e que se estendia sobre o local em que hoje está o Palácio de Justiça de Paris. Atualmente, o edifício estende-se pelo Cais do Relógio, sobre a Ilha de la Cité, no 1.º arrondissement de Paris. Foi convertido em prisão do Estado em 1392, após o abandono do palácio por Carlos V e seus sucessores.
A prisão ocupava o andar térreo do prédio, beirando o Cais do Relógio e as duas torres; o andar superior era reservado ao Parlamento. A prisão da Conciergerie era considerada como a antessala da morte, durante a época do Terror (Revolução Francesa). Poucos dela saíam livres. A Rainha Maria Antonieta foi aprisionada na Conciergerie em 1793, saindo daí para morrer na guilhotina.
Este monumento é gerido pelo Centro dos Monumentos Nacionais a quem foi atribuído, a título de doação, por um decreto de 2 de Abril de 2008.

## Origem do nome "Conciergerie"
A Conciergerie designava a princípio o alojamento do "concierge" (zelador ou porteiro) e depois, por extensão, a prisão onde este mantinha seus prisioneiros. O concierge era o responsável por um edifício importante como, por exemplo, um castelo ou palácio. Esta definição é atestada desde 1195 por "cumcerge". A origem latina concerius, de cera (cera também em português) é duvidosa. É mais provável que o ancestral da palavra seja conservius (lat. class. conservus, companheiro de escravidão).

## Histórico: De Palácio da Cidade a Conciergerie
O Palácio da Cidade foi a residência dos Condes de Paris. Este palácio foi habitado pelo rei Eudes I de França. Hugo Capeto estabelece no palácio a "Curia Regis" (o Conselho Real) e diversos serviços de sua administração. Roberto II de França o reconstrói.

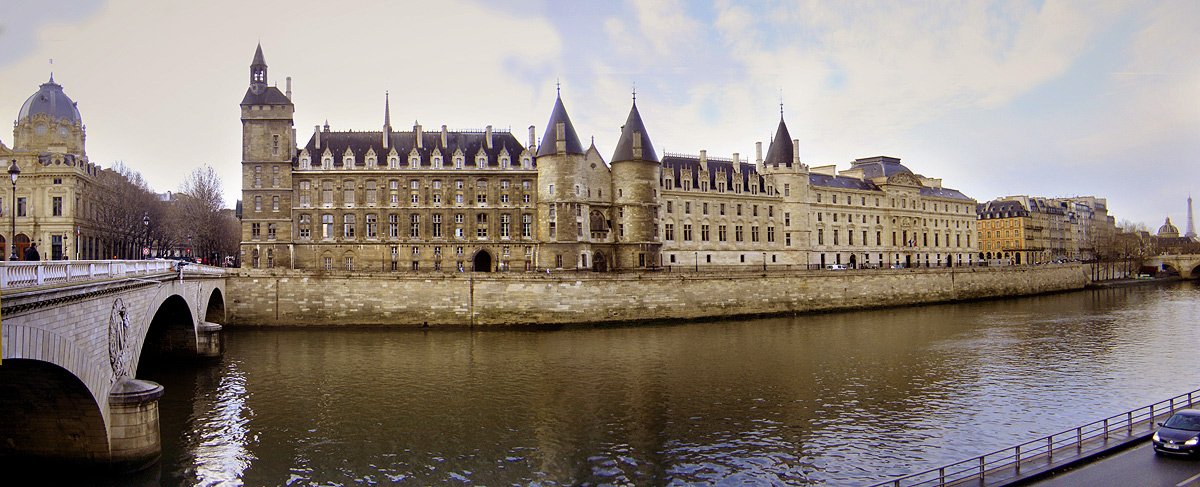
A Conciergerie.

### São Luís
O Rei Luís IX de França, depois São Luís, fez construir a Santa Capela entre 1242 e 1248.
O Palácio era circundado por muralhas, dentro das quais eram abrigados não só edifícios administrativos, como a corte das contas públicas, mas também jurídicos e religiosos. Ao norte, o Palácio de São Luís só alcançava o Rio Sena através de uma edificação chamada "Sala sobre a Água" ("Salle sur l'Eau") e flanqueada pela Torre Bombec (ou Bon-bec) que devia seu nome ao fato de aí se encontrar a sala onde era praticada a "questão" (tipo de tortura medieval) que fazia com que os supliciados confessassem (Bon bec = Bom bico).
Dentro do Palácio, no meio do Pátio de Maio, plantava-se a cada ano, na primavera (que começa em Maio no Hemisfério Norte), uma árvore de uma quinzena de metros a fim de celebrar os benefícios da nova estação. No pátio, havia a magnífica escadaria conhecida como "Grand Degré" (ou "Grande Degrau", em português) que São Luís fez construir para subir de seus apartamentos até a Capela Alta da Santa Capela.
O Palácio de São Luís foi residência dos Reis de França até 1358.

### Filipe IV
O Rei Filipe IV reconstruiu o palácio. Os trabalhos foram concluídos em 1313 sob o impulso de Enguerrando de Marigny. Escravos lotearam então o terreno real e foram expropriados pelo Rei. Filipe IV fez então construir um recinto (mais decorativo que prático) que margeava o Sena e que reforçava as torres existentes, ditas Torres do Dinheiro (alusão ao tesouro real que era guardado aí) e a Torre Cesar (assim chamada em lembrança da presença romana e devido ao fato da torre ter sido erguida sobre fundações romanas). Amplas salas foram construídas ao norte e ao sul do Palácio da Cidade:

#### A Sala dos Guardas
A "Sala dos Guardas" foi edificada por volta de 1310 e servia de saguão no andar térreo para a "Grande Sala".

#### A Grande Sala
A "Grande Sala" era uma peça onde o rei presidia seus tribunais e onde tinham lugar as recepções. As refeições eram servidas sobre uma mesa de mármore negro (da qual ainda resta um vestígio na Conciergerie).
Era uma sala imensa sustentada por uma fila de pilares. Paredes e pilares eram decorados por estátuas representando cada um dos Reis de França.

#### A Sala das Pessoas de Armas (ou das Armas)

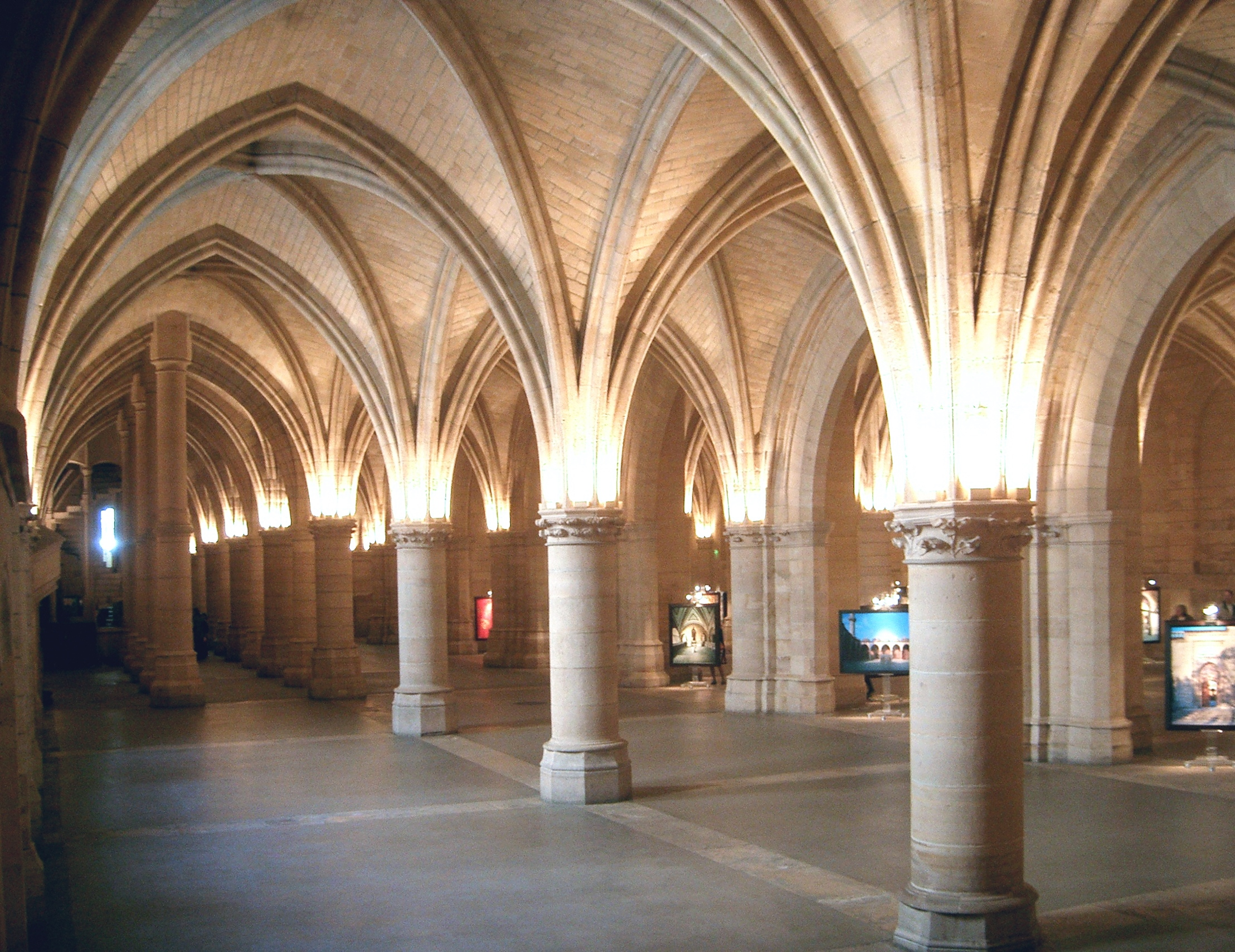
Salle des Gens d'Armes.

Esta sala é excepcional (o maior vestígio de sala civil medieval da Europa): com 64 métros de comprimento por 27,5 metros de largura e 8,5 metros de altura. A expressão "Gens d'Armes" (literalmente, "Pessoas de Armas" em português) deu origem à palavra francesa "gendarme", que quer dizer "policial". Foi edificada em 1302 e 1313 por Enguerrando de Marigny. Servia de refeitório ao gigantesco pessoal (cerca de 2 000 pessoas) empregadas a serviço do Rei.
A fachada leste, voltada para a Rua de la Barillerie (absorvida depois pelo Boulevard du Palais), foi igualmente remodelada e complementada. Do lado oeste (em direção à atual Ponte do Vert-Galant), foram projetados jardins. Atrás do pomar e do jardim, foi reedificado o alojamento do rei. Filipe IV fez construir o alojamento do zelador.

### João II
Por volta de 1350, João II de França faz construir, no ângulo do Palácio da Cidade, o pavilhão quadrado das cozinhas destinadas aos comuns do edifício real. Os quatro vãos do lado oeste da Sala de Armas foram isolados do resto da sala por correntes e por uma parede.

#### A Torre do Relógio

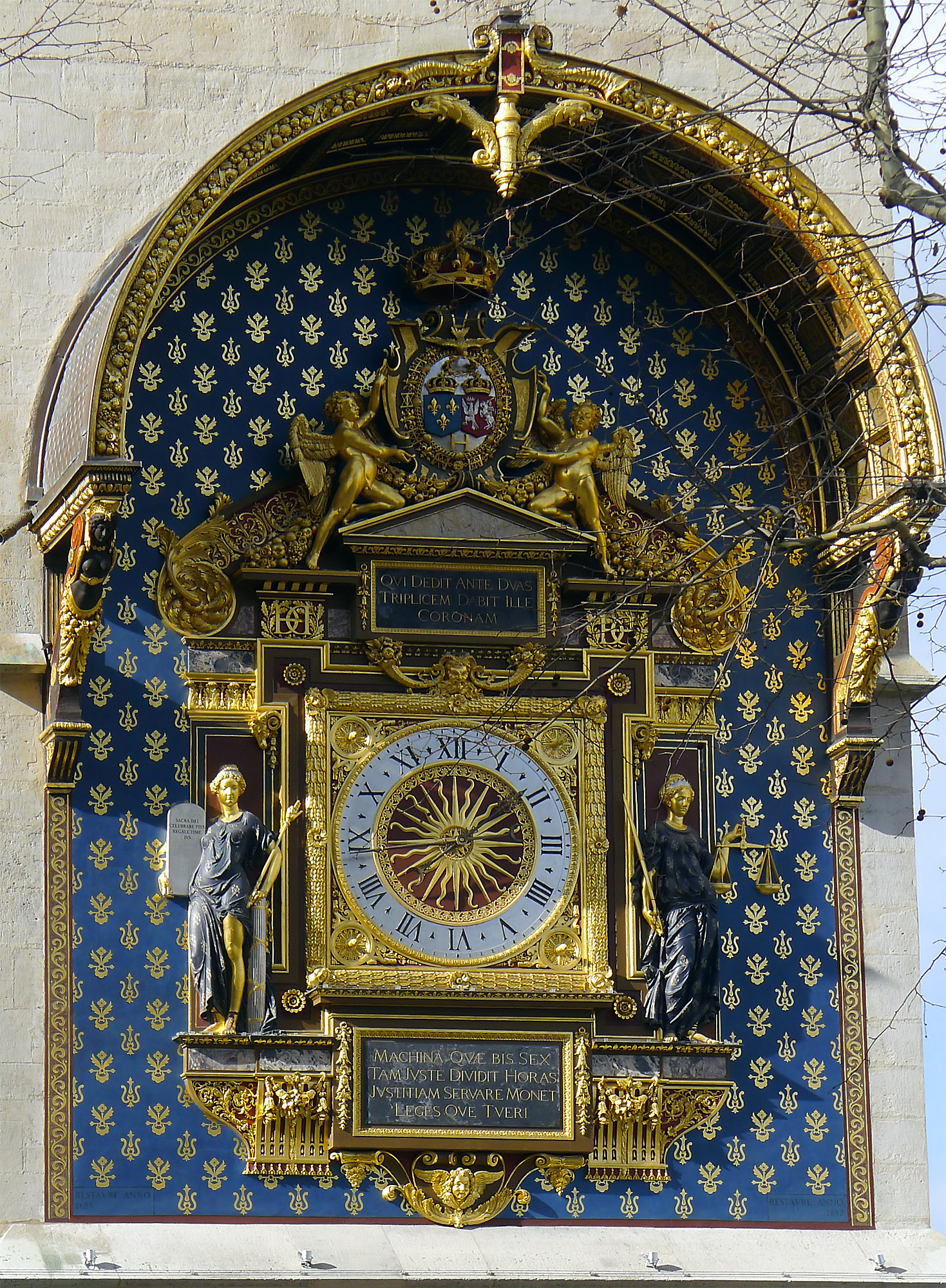
O Relógio do século XVI

João II construiu uma torre no ângulo nordeste do Palácio da Cidade. Esta torre de observação retangular foi chamada "Torre do Relógio" porque o primeiro relógio público da França aí foi instalado por volta de 1371. Este relógio foi substituído, sob o reinado de Henrique III, em 1585, pelo de Germain Pilon, ainda no local após múltiplas porém fiéis restaurações às decorações em homenagem a Henrique III.

### Carlos V
O Rei Carlos V decide trocar o Palácio da Cidade pelo Hôtel Saint-Pol ; ele ainda mantém aí sua administração (Parlamento, Câmara de Contas, Chancelaria) e nomeia um zelador (administrador). Durante a Idade Média, a "Conciergerie" constitui apenas a prisão do palácio. É então que se inicia a história da prisão da Conciergerie.

### O Palácio de Justiça
É também a partir desta época que se constituirá progressivamente, sobre o terreno do Palácio da Cidade, o conjunto arquitetônico do atual Palácio de Justiça de Paris, que abriga notadamente a Corte de Cassações e o conjunto essencial da Corte de Apelações de Paris.

## A Conciergerie sob aRevolução Francesa

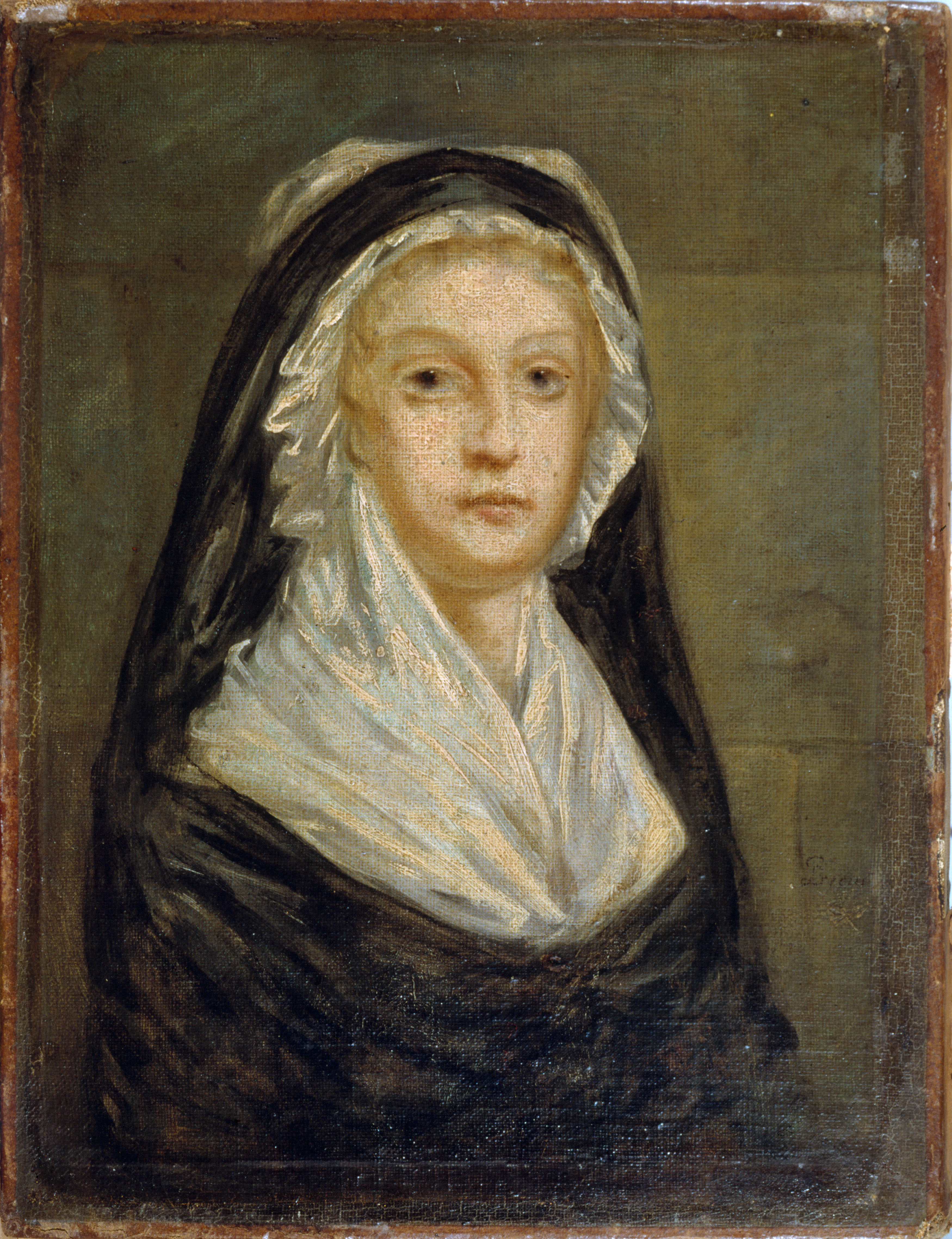
Retrato de Maria Antonieta executado na Conciergerie alguns dias antes de sua execução na guilhotina.

Em 6 de Abril de 1793, o Tribunal Revolucionário instalou-se no primeiro andar do prédio, na antiga grande sala do Parlamento de Paris. O promotor público Fouquier-Tinville organizou seus escritórios no mesmo andar, entre as Torres Cesar e do Dinheiro. A partir daí, todos os prisioneiros detidos nas diferentes prisões de Paris, assim como em algumas prisões das províncias, e que deveriam comparecer perante o tribunal, foram progressivamente transferidos para a Conciergerie. Seu número não parou de aumentar, sobretudo após a votação da "Lei dos Suspeitos", em 17 de Setembro.

### A antessala da morte
Os detentos que tivessem comparecido perante o Tribunal Revolucionário que acontecia no Palácio de Justiça de Paris, adjacente à Conciergerie, e tivessem sido condenados à morte não eram trazidos de volta para suas celas. Eram imediatamente separados dos outros prisioneiros e conduzidos, os homens para o anexo traseiro ao prédio, as mulheres para pequenas células situadas no corredor central. Assim que o carrasco e seus ajudantes chegava, todos eram reagrupados em um vestíbulo batizado como "sala de toalete" para serem despojados de seus pertences pessoais, terem seus cabelos cortados e serem amarrados. Enquadrados por policiais, os condenados - algumas vezes às dezenas - atravessavam a sala do guichê e ganhavam o Pátio de Maio, que dava para a Rua de la Barillerie. Era lá que os detentos aguardavam as carroças que os conduziria até a guilhotina.

### Prisioneiros famosos
Passaram pela Conciergerie durante o Terror 2278 condenados à morte.
Dentre eles:
| - Maria Antonieta - Jean Sylvain Bailly - A Condessa du Barry - Charlotte Corday - Georges-Jacques Danton - Élisabeth de França | - Diversos Girondinos - Jacques-René Hébert - Antoine Lavoisier - Guillaume-Chrétien de Lamoignon de Malesherbes, - Filipe de Orléans - Maximilien Robespierre - Manon Roland |

### Os principais aposentos da prisão

#### A sala da Guarda
Anteriormente refeitório do Palácio, foi reservada para a prisão masculina e sumariamente dividida em celas. Diante do afluxo de prisioneiros, foi dividida por um piso instalado a meia altura, permitindo a criação de duas salas sobrepostas.
É acima da Sala da Guarda, no primeiro andar, na antiga Grande Sala do Parlamento de Paris, que se localizava o Tribunal Revolucionário.

#### A Rua de Paris
O que foi batizado como "Rua de Paris" foi, também ela, anexada à prisão masculina e, por este motivo, compartimentada em minúsculas celas. As "de palha" eram reservadas aos prisioneiros sem recursos; as "de pistolas" (antiga moeda francesa) eram alugadas aos prisioneiros mas afortunados.

#### O Grande Pátio

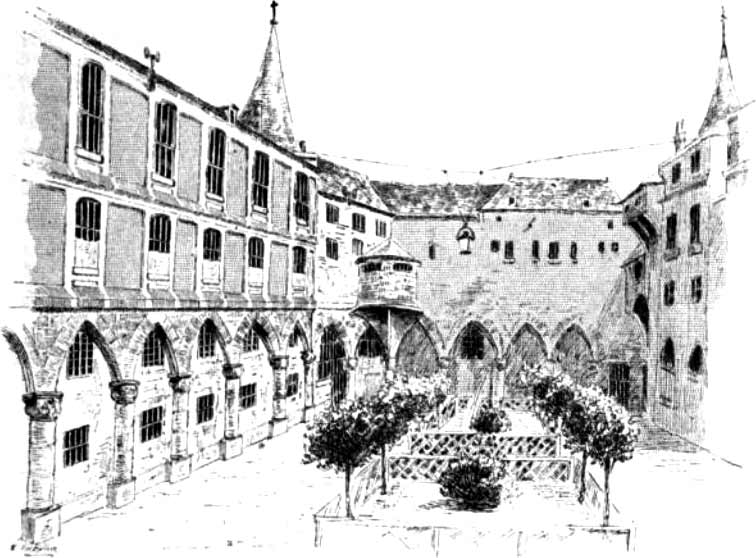
O Grande Pátio.

Era o antigo jardim do rei, substituído por um vasto pátio retangular. Este era rodeado por uma galeria dividida em celas para os homens.

#### O Corredor Central
Escuro e estreito, ele distribuía por seu percurso numerosos aposentos : a sala do guichê, o escritório do zelador (administrador), o anexo, o anexo traseiro, o parlatório, a enfermaria, a capela, algumas celas femininas, entre outros.

#### O Pátio das Mulheres

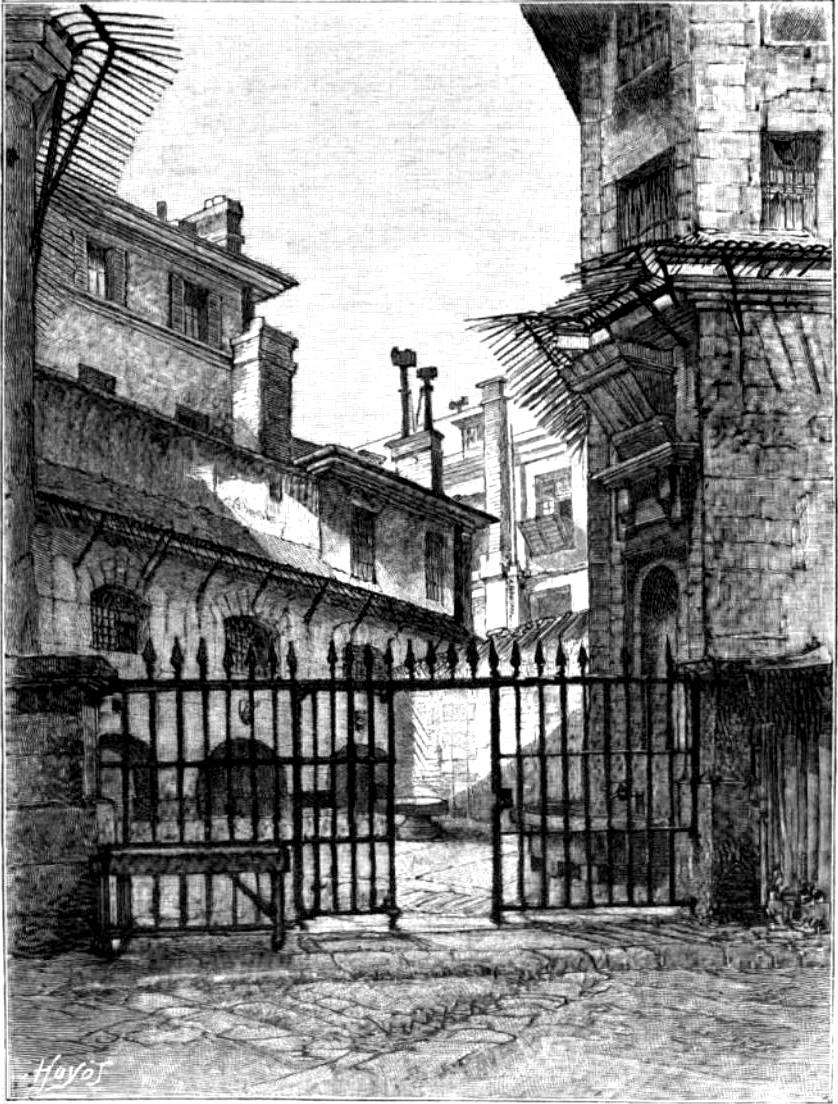
O Pátio das Mulheres.

Antigo jardim circundando os alojamentos reais, este pátio era o local de passeio das mulheres. Era cercada por células cujo conforto variava de acordo com as possibilidades financeiras das detentas. Dentro deste pátio as mulheres lavavam sua roupa em uma fonte (ainda hoje existente) ; sobre uma das mesas de pedra faziam as refeições. O recinto foi, dentro da vida prisional revolucionária, um local importante para a vida social das prisioneiras.

#### O Escritório do Escrivão
Este escritório foi reconstituído dentro do Museu da Conciergerie. Era lá que eram registrados, quando de sua chegada, os nomes dos detentos. Esta peça tornou-se o bar do Palácio de Justiça.

#### A Sala de Toalete
Neste local os condenados à morte eram despojados de seus objetos pessoais em benefício do Estado: jóias, tabaqueiras, óculos, relógios. Cada um deles era a seguir sentado num banco e tinha as mãos atadas às costas. Depois o colarinho de sua camisa era aberto para que os cabelos fossem cortados à altura da nuca. Os prisioneiros eram escoltados até o Pátio de Maio, onde os esperava uma carroça que devia levá-los até o local da execução.

#### A pequena Capela Real
Conhecida como "Capela dos Girondinos", já existia na Idade Média. A tradição situa aí o local onde vinte e um girondinos compartilharam, na noite de 29 para 30 de Outubro de 1793, do  banquete oferecido aos condenados antes de seguirem para a guilhotina.

#### A primeira cela deMaria Antonieta

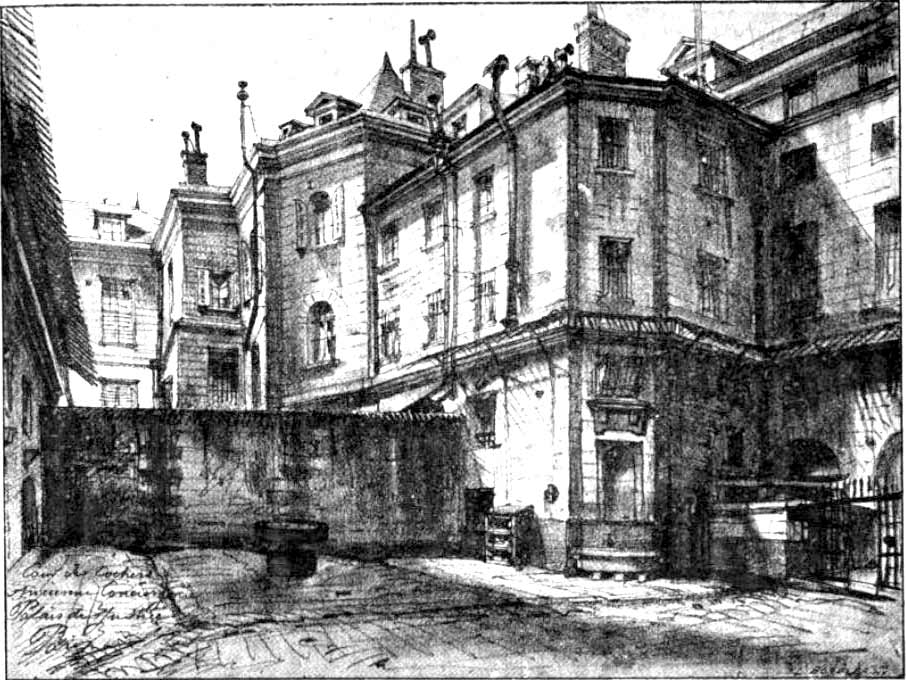
A ala das mulheres.

A primeira cela da rainha deposta Maria Antonieta foi instalada na antiga sala de reuniões dos caixas (uma célula húmida composta por cama de correias, uma poltrona de cana, duas cadeiras e uma mesa) que dava para o pátio feminino por uma janela estreita. Após uma tentativa de evasão, Maria Antonieta foi transferida para uma segunda cela. Um biombo separava a rainha dos guardas, assegurando sua vigilância.

#### A segunda cela deMaria Antonieta
Situada ao lado da pequena capela real. O Rei Luís XVIII de França fez erigir no local exato da cela da rainha, que foi cortada por uma parede, uma capela. A metade oeste foi anexada à capela por um lugar onde a tradição situa as últimas horas de Robespierre.

## Depois da Revolução Francesa
Durante o século XIX, foram detidos na Conciergerie prisioneiros célebres como: Georges Cadoudal, Michel Ney, o Príncipe Napoleão Bonaparte (futuro Napoleão III) e os anarquistas Felice Orsini e Ravachol.
A Conciergerie conserva esta função carcerária ao longo do século XIX e sua apropriação ao regime carcerário é autorizada pelo decreto de 15 de Maio de 1855, quando dos trabalhos de reconstrução dos cárceres por Louis-Joseph Duc. O monumento perde seu status de prisão em 1914, é classificado como monumento histórico, é aberto ao público e passa a abrigar constantemente exposições. Nela pode-se encontrar também uma reconstituição dos cárceres revolucionários, das celas "de palha", "das pistolas" e a de Maria Antonieta, além da lâmina da guilhotina usada na execução de Lacenaire.
A palavra "Conciergerie" designa ao mesmo tempo uma parte dos locais de detenção (quer dizer, a prisão feminina) e o conjunto das salas góticas, a saber: a sala de armas, a Rua de Paris, a sala da guarda e as cozinhas. Assim, este nome designa realidades diferentes durante o curso dos séculos mas possui uma finalidade penitenciária desde a época de sua criação.
Uma parte da Conciergerie, chamada "Depósito", é até hoje usada pelos prisioneiros em fase de julgamento e pelos delinquentes presos em flagrante. Fica no 3, quai de l’Horloge, 75001 Paris.

## Galeria de Fotos

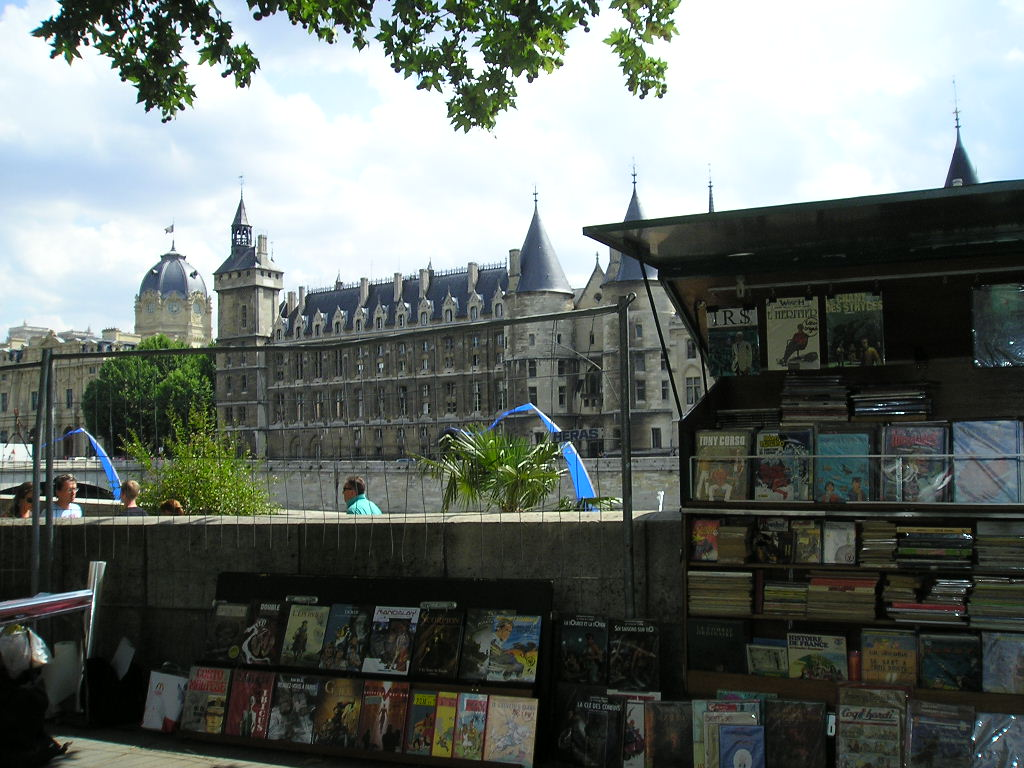
A Conciergerie e a feira de livros.
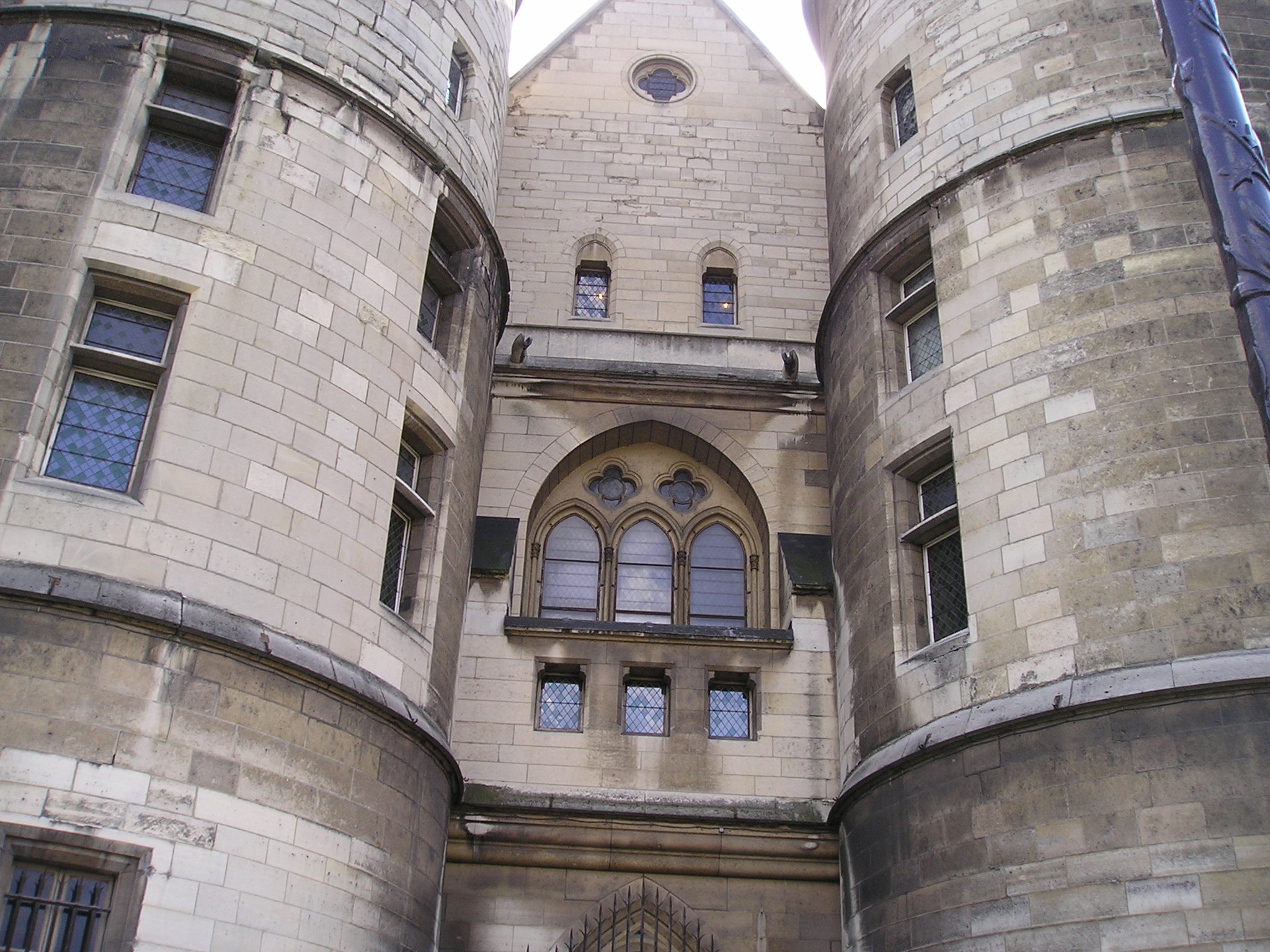
A Conciergerie em plano fechado.
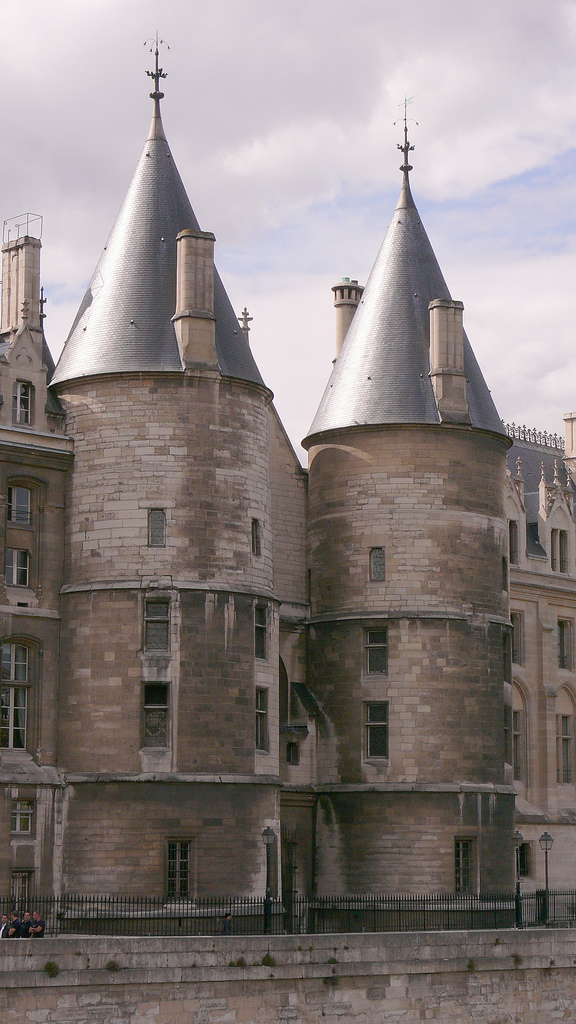
As Torres de Cesar e do Dinheiro.
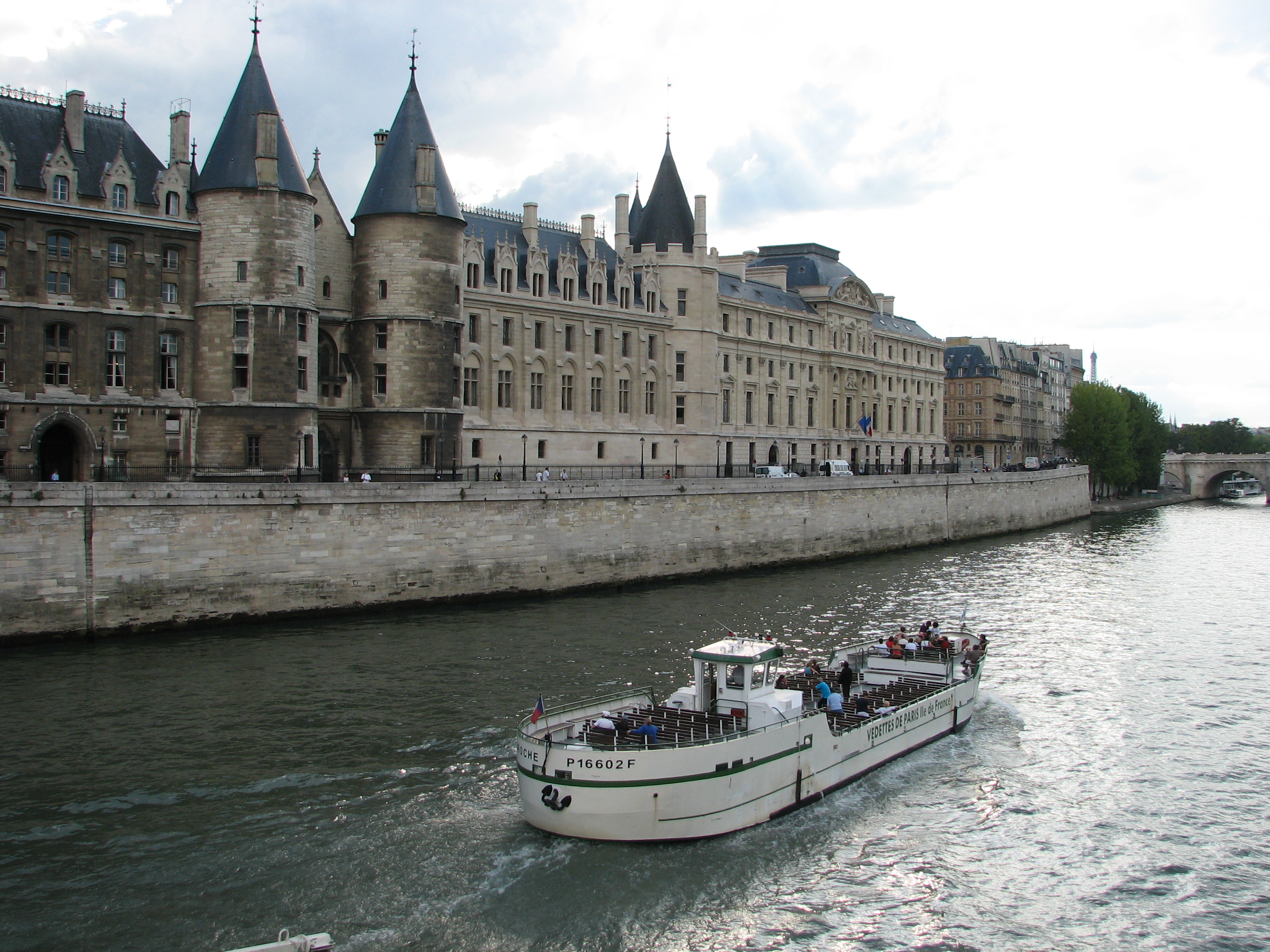
A Conciergerie e o Rio Sena.
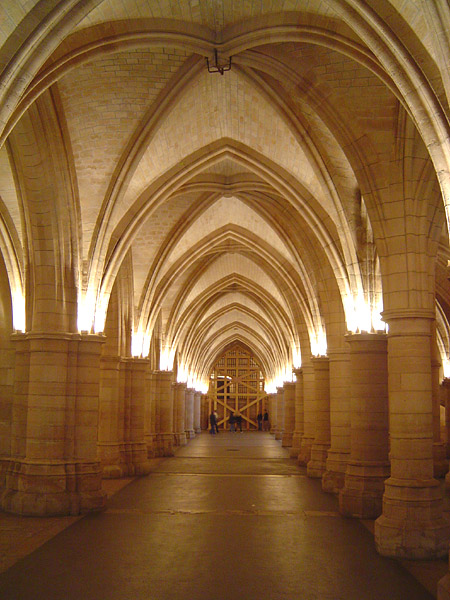
A Sala da Armas.
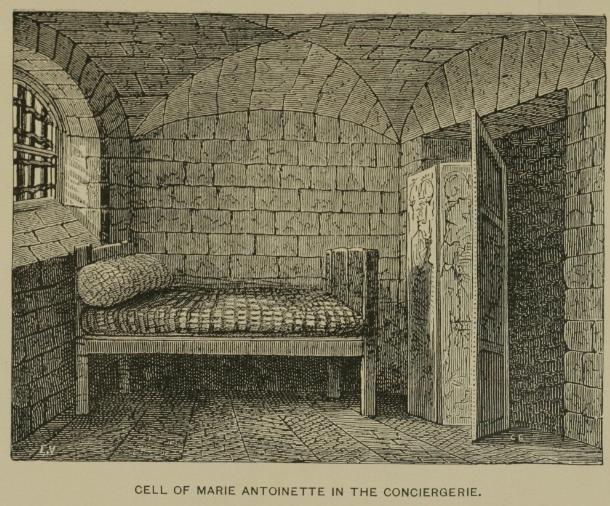
A Cela de Maria Antonieta.
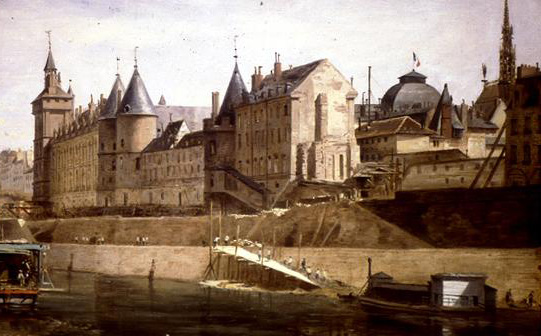
O Palácio de Justiça em 1858.
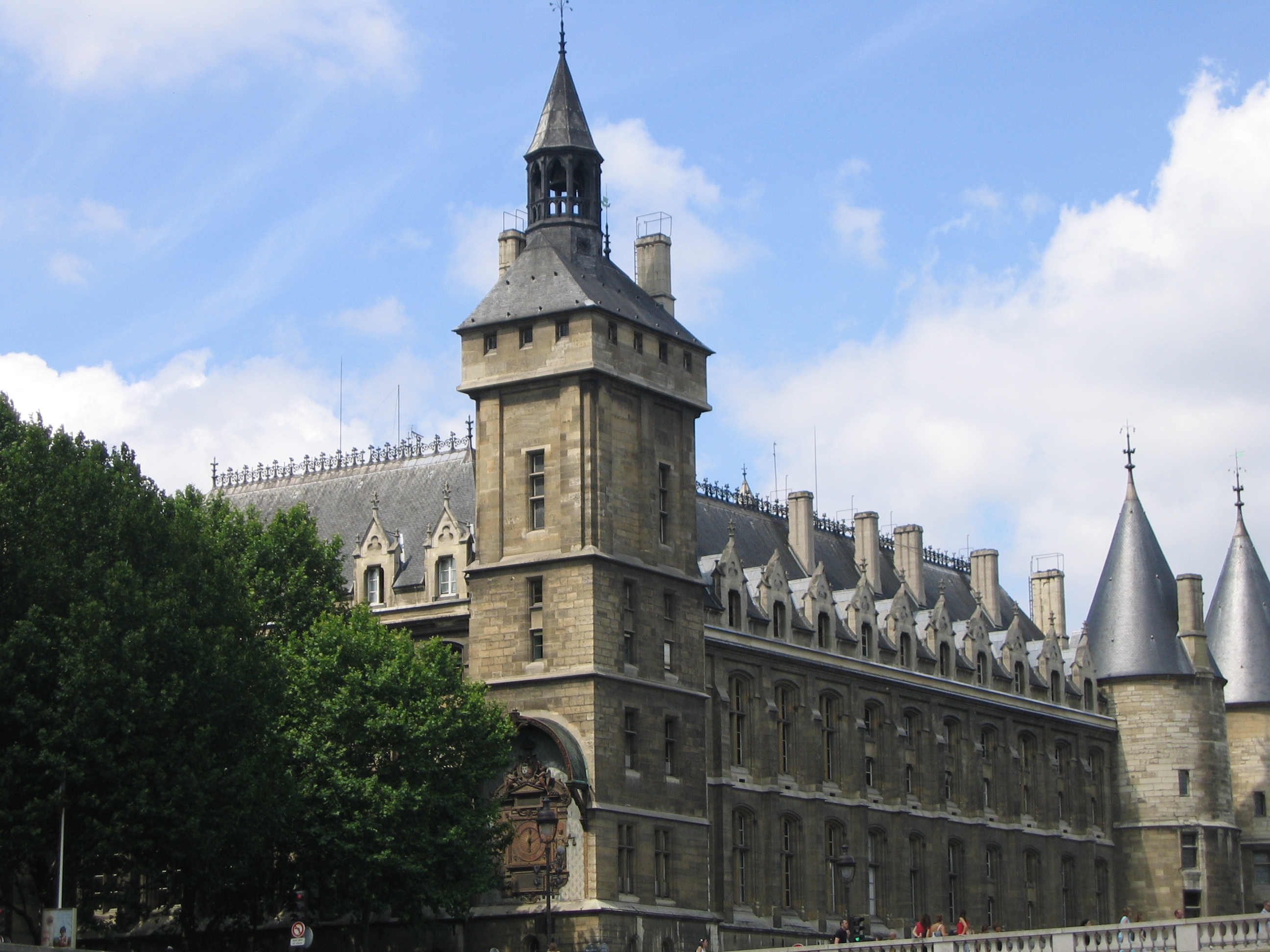
A Conciergerie (em destaque, a Torre do Relógio).